# Giải thưởng Bài hát Việt
Bài hát Việt ra đời năm 2005, là một cuộc thi âm nhạc của chương trình Bài hát Việt. Ngày 22 tháng 1 năm 2016, trong Gala trao giải Bài hát Việt 2015 Ban tổ chức chương trình quyết định dừng sân chơi này, kết thúc 11 năm phát sóng của chương trình.. 

## Bài hát của tháng

### Năm 2005
| Tháng | Tên ca khúc        | Nhạc sĩ          | Ca sĩ thể hiện    |
| ----- | ------------------ | ---------------- | ----------------- |
| 4     | Mưa bay tháp cổ    | Trần Tiến        | Nguyễn Tùng Dương |
| 5     | Thu tình yêu       | Lưu Thiên Hương  | Lưu Hương Giang   |
| 6     | 12 giờ             | Nguyễn Duy Hùng  | Y Garia           |
| 7     | Bà tôi             | Nguyễn Vĩnh Tiến | Phạm Ngọc Khuê    |
| 7     | Giấc mơ của tôi    | Anh Quân         | Nguyễn Phương Anh |
| 8     | Giấc mơ trưa       | Giáng Son        | Phạm Khánh Linh   |
| 9     | Mong anh về        | Dương Cầm        | Vũ Thu Minh       |
| 10    | Hát một ngày mới   | Lê Minh Sơn      | Đoàn Thanh Lam    |
| 11    | Giọt sương bay lên | Nguyễn Vĩnh Tiến | Phạm Ngọc Khuê    |
| 12    | À í a              | Lê Minh Sơn      | Trọng Tấn         |

### Năm 2006
| Tháng | Tên ca khúc           | Nhạc sĩ         | Ca sĩ thể hiện    |
| ----- | --------------------- | --------------- | ----------------- |
| 5     | Chỉ một mình anh      | Huy Tuấn        | Nguyễn Phương Anh |
| 6     | Giấc mơ mang tên mình | Văn Phong       | Nguyên Thảo       |
| 7     | Thềm nhà có hoa       | Lê Thanh Tâm    | Hải Yến           |
| 8     | Chuông gió            | Võ Thiện Thanh  | Vũ Thu Minh       |
| 9     | Ngọn cỏ lau           | Lưu Thiên Hương | Lưu Hương Giang   |
| 10    | Đám cưới chuột        | Gạt Tàn Đầy     | Gạt Tàn Đầy       |
| 11    | Hai người lính        | Nguyễn Văn Toàn | Phạm Anh Khoa     |
| 12    | Sáng nay              | Lưu Hà An       | Nguyễn Tùng Dương |

### Năm 2007
| Tháng | Tên ca khúc               | Nhạc sĩ         | Ca sĩ thể hiện            |
| ----- | ------------------------- | --------------- | ------------------------- |
| 5     | Độc huyền cầm             | Bảo Lan         | 5 Dòng Kẻ                 |
| 6     | Son                       | Đức Nghĩa       | Vương Dung                |
| 7     | Không có bài tình ca cuối | Tăng Nhật Tuệ   | Tăng Nhật Tuệ và Tóc Tiên |
| 8     | Cánh buồm phiêu du        | Sơn Thạch       | Hồ Quỳnh Hương            |
| 9     | Con cò                    | Lưu Hà An       | Nguyễn Tùng Dương         |
| 10    | Mưa phùn                  | Lê Minh Sơn     | Phạm Khánh Linh           |
| 11    | Quạt giấy                 | Lưu Thiên Hương | Cao Thị Đoan Trang        |
| 12    | không trao giải           |                 |                           |

### Năm 2008
| Tháng | Tên ca khúc      | Nhạc sĩ          | Ca sĩ thể hiện   |
| ----- | ---------------- | ---------------- | ---------------- |
| 5     | Góc tối          | Nguyễn Hải Phong | Nguyễn Hải Phong |
| 6     | Chong đèn        | Đức Nghĩa        | Phạm Ngọc Khuê   |
| 7     | Li ti            | Lưu Sa Huỳnh     | Phạm Ngọc Khuê   |
| 7     | Phố chiều        | Thành Vương      | Y Garia          |
| 8     | không trao giải  |                  |                  |
| 9     | Bài ca tình yêu  | Thành Vương      | Đinh Mạnh Ninh   |
| 10    | Em trong mắt tôi | Nguyễn Đức Cường | Nguyễn Đức Cường |
| 11    | Phố cổ           | Nguyễn Duy Hùng  | Trần Thùy Chi    |
| 12    | Chênh vênh       | Lê Cát Trọng Lý  | Lê Cát Trọng Lý  |

### Năm 2009
| Tháng | Tên ca khúc        | nhạc sĩ                | Ca sĩ thể hiện     |
| ----- | ------------------ | ---------------------- | ------------------ |
| 5     | Đồng hồ treo tường | Nguyễn Xinh Xô         | Nguyễn Tùng Dương  |
| 6     | Một ngày mới       | Lê Thanh Tâm           | Hồ Bích Ngọc       |
| 7     | không trao giải    |                        |                    |
| 8     | Trả lại cho tôi    | Tina Tình              | Tina Tình          |
| 9     | Gánh hàng hoa      | An Hiếu                | Trần Hoàng Nghiệp  |
| 10    | Bâng khuâng        | Sơn Thạch lời: Mai Lâm | Nguyễn Ngọc Anh    |
| 11    | Bước chân về đâu   | Dương Cầm              | Y Vol              |
| 12    | Guốc mộc           | Lưu Thiên Hương        | Cao Thị Đoan Trang |

### Năm 2010
| Quý | Tên ca khúc            | nhạc sĩ               | Ca sĩ thể hiện      |
| --- | ---------------------- | --------------------- | ------------------- |
| I   | Việt Nam               | Mai Khôi              | Mai Khôi            |
| I   | Chợt như giấc mơ       | Huy Trực              | Hạ Trâm             |
| II  | Uống trà               | Phạm Toàn Thắng       | Phạm Toàn Thắng     |
| II  | Con ơi hãy ngủ         | Hoàng Tuấn và An Hiếu | Thanh Thúy          |
| III | Hồ gươm sáng sớm       | Lưu Thiên Hương       | Tùng Lâm            |
| III | Chạy theo ánh mặt trời | Lương Bằng Quang      | Nguyễn Võ Lan Trinh |
| IV  | Bánh xe Hà Nội         | Lê Hà Nguyên          | Dương Trường Giang  |
| IV  | Lá cờ                  | Tạ Quang Thắng        | Tạ Quang Thắng      |
| IV  | Có những lúc           | Tina Tình             | Tina Tình           |

### Năm 2011
| Tháng | Tên ca khúc                 | nhạc sĩ          | Ca sĩ thể hiện      |
| ----- | --------------------------- | ---------------- | ------------------- |
| 6     | Những ô cửa sắc màu         | Đinh Mạnh Ninh   | Đinh Mạnh Ninh      |
| 7     | Mẹ tôi và những thị xã vắng | Nguyễn Vĩnh Tiến | Nguyễn Đức Cường    |
| 8     | Con sâu                     | Dương Đức Tâm    | Hải Yến             |
| 9     | Đi thôi                     | Thùy Hoàng Diễm  | Tiêu Châu Như Quỳnh |
| 10    | Trả lại cho em              | Dương Cầm        | Trung Quân          |
| 11    | Ký ức mùa đông              | Thành Vương      | Tô Minh Đức         |
| 12    | Đứng yên                    | Thái Trinh       | Thái Trinh          |

### Năm 2015
| Tháng | Tên ca khúc    | nhạc sĩ     | Ca sĩ thể hiện |
| ----- | -------------- | ----------- | -------------- |
| 6     | Chiếc hôn phớt | Phạm Hải Âu | Tô Minh Đức    |

## Các giải thưởng của năm

### Năm 2005
- Bài hát của năm: À í a (Lê Minh Sơn)
- Bài hát có phong cách dân gian đương đại nổi bật: Giọt sương bay lên (Nguyễn Vĩnh Tiến)
- Bài hát có phong cách pop rock đương đại nổi bật: Giấc mơ của tôi (Anh Quân)
- Bài hát được khán giả yêu thích nhất: Mưa bay tháp cổ (Trần Tiến)
- Nhạc sĩ phối khí hiệu quả nhất: Phan Cường (Bà tôi, Giọt sương bay lên) và Nguyễn Đạt (Thu Tình yêu, Cơn lốc)
- Nhạc sĩ ấn tượng: Giáng Son
- Ca sĩ được khán giả yêu thích: Phạm Ngọc Khuê (Bà tôi, Giọt sương bay lên)

### Năm 2006
- Bài hát của năm: Chuông gió (Võ Thiện Thanh)
- Bài hát dân gian đương đại nổi bật: Giếng làng (Lê Minh Sơn)
- Bài hát pop rock đương đại nổi bật: Sáng nay (Lưu Hà An)
- Bài hát về đề tài người lính: Hai người lính (Nguyễn Văn Toàn)
- Bài hát được yêu thích nhất do khán giả bình chọn: Thềm nhà có hoa (Lê Thanh Tâm)
- Giải Cống hiến: Lê Tịnh (Ngồi hát mùa đông)
- Giải Triển vọng: Văn Phong (Giấc mơ mang tên mình)
- Hoà âm phối khí hiệu quả: Minh Đạo và Thanh Phương
- Nhạc sĩ ấn tượng: Gạt Tàn Đầy (Đám cưới chuột)
- Ca sĩ được yêu thích nhất: Hà Anh Tuấn và Trần Phương Linh
- Giải của Hội nhạc sĩ Việt Nam: Niềm hi vọng (Hà Dũng)

### Năm 2007
- Bài hát của năm: Con cò (Lưu Hà An)
- Bài hát mang phong cách dân gian đương đại nổi bật: Độc huyền cầm (Bảo Lan)
- Bài hát mang phong cách pop - rock đương đại nổi bật: Quạt giấy (Lưu Thiên Hương)
- Bài hát mang phong cách thính phòng nổi bật: Thành thị (Nguyễn Duy Hùng)
- Bài hát về đề tài xã hội nổi bật: Hết quan hoàn dân (Lê Đăng Khoa)
- Bài hát được khán giả yêu thích: Con cò (Lưu Hà An)
- Nhạc sĩ phối khí hiệu quả: Sơn Thạch
- Nhạc sĩ ấn tượng: Trịnh Minh Hiền
- Nhạc sĩ thử nghiệm sáng tạo: Nguyễn Đức Cường (Nồng nàn Hà Nội)
- Tác giả trẻ triển vọng: Lê Yến Hoa (Cây vĩ cầm) - Lưu Sa Huỳnh (Về ăn cơm)
- Nhạc sĩ nhiều tìm tòi sáng tạo: Lê Minh Sơn (Mưa phùn)
- Ca sĩ được khán giả yêu thích: Nguyễn Tùng Dương

### Năm 2008[21]
- Bài hát của năm: Chênh vênh (Lê Cát Trọng Lý)
- Bài hát mang phong cách pop đương đại nổi bật: Em trong mắt tôi (Nguyễn Đức Cường)
- Bài hát mang phong cách rock đương đại nổi bật: Góc tối (Nguyễn Hải Phong)
- Bài hát mang phong cách thính phòng nổi bật: Có những diệu kì (Jazzy Dạ Lam)
- Bài hát về Hà Nội hay nhất: Gọi tôi Hà Nội (Trịnh Minh Hiền)
- Bài hát được khán giả yêu thích nhất: Em sẽ là giấc mơ (Lưu Thiên Hương)
- Giải Cống hiến: Hoài Sa
- Nhạc sĩ phối khí hiệu quả: Thành Vương (Phố chiều)
- Nhạc sĩ ấn tượng: Ngũ Cung (Cướp vợ)
- Nhạc sĩ thể nghiệm sáng tạo: Lưu Sa Huỳnh (Li ti)
- Tác giả trẻ triển vọng: Lê Cát Trọng Lý và Nguyễn Duy Hùng
- Ca sĩ được khán giả yêu thích nhất: Trần Thùy Chi (Phố cổ)
- Giải của Hội Nhạc sĩ Việt Nam: Chong đèn (Đức Nghĩa)

### Năm 2009[22]
- Bài hát của năm: Đồng hồ treo tường (Nguyễn Xinh Xô)
- Bài hát có khuynh hướng Pop đương đại nổi bật: Một ngày mới (Lê Thanh Tâm)
- Bài hát mang khuynh hướng rock đương đại nổi bật: Trả lại cho tôi (Tina Tình)
- Bài hát mang khuynh hướng dân gian đương đại nổi bật: Guốc mộc (Lưu Thiên Hương)
- Bài hát mang khuynh hướng thính phòng nổi bật: Bâng khuâng (Sơn Thạch, lời Mai Lâm)
- Bài hát được khán giả yêu thích: Bát cơm mẹ (Huy Trực)
- Nhạc sĩ phối khí hiệu quả: Lê Thanh Tâm
- Nhạc sĩ ấn tượng: Thanh Bình (Những giấc mơ)
- Nhạc sĩ trẻ triển vọng (do báo Tuổi trẻ bình chọn): Thanh Bình.
- Ca sĩ được yêu thích nhất: Đinh Mạnh Ninh.

### Năm 2010[23]
- Bài hát của năm: Việt Nam (Mai Khôi)
- Bài hát mang phong cách Pop đương đại nổi bật: Hồ gươm sáng sớm (Lưu Thiên Hương)
- Bài hát mang phong cách Rock đương đại nổi bật: Uống trà (Phạm Toàn Thắng)
- Bài hát mang phong cách thính phòng nổi bật: Con ơi hãy ngủ (Hoàng Tuấn - An Hiếu)
- Bài hát được khán giả yêu thích nhất: Uống trà
- Thể nghiệm sáng tạo: Tạ Quang Thắng (Lá cờ)
- Nhạc sĩ ấn tượng: Lưu Thiên Hương
- Nhạc sĩ phối khí hiệu quả: Dương Cầm (Con ơi hãy ngủ)
- Nhạc sĩ trẻ triển vọng (giải của Liên hiệp Thanh niên Việt Nam): Lê Hà Nguyên (Bánh xe Hà Nội)
- Giải Cống hiến: Lê Thanh Tâm
- Ca sĩ được khán giả yêu thích nhất: Hà Anh Tuấn
- Giải của Liên hiệp Thanh niên Việt Nam: Lá cờ (Tạ Quang Thắng)
- Giải thưởng của Hội nhạc sĩ Việt Nam: Lá cờ

### Năm 2011
- Bài hát của năm: Ký ức mùa đông (Thành Vương)
- Giải thưởng sáng tạo: Mẹ tôi và những thị xã vắng (Nguyễn Vĩnh Tiến)
- Nhạc sĩ hòa âm phối khí hiệu quả: Thanh Tâm (Con sâu)
- Giải thưởng triển vọng: Thái Trinh (Đứng yên)
- Giải thưởng cống hiến: Thanh Tâm và Hoài Sa
- Bài hát do khán giả bình chọn: Cây bàng (Võ Việt Phương và Nguyễn Đức Cường)
- Bài hát do báo chí bình chọn: Trả lại cho em (Dương Cầm)
- Bài hát do các nhà sản xuất bình chọn: Đứng yên (Thái Trinh)
- Ca sĩ được khán giả yêu thích nhất: Uyên Linh và Trung Quân (Nơi ấy có cha)

### Năm 2012
- Bài hát của năm: "Mùa yêu đầu", sáng tác: Đinh Mạnh Ninh, được trình bày bởi Thành Vương.
- Giải thưởng sáng tạo cho bài hát: "Lạc", sáng tác: Phạm Toàn Thắng; trình bày bởi Quốc Thiên.
- Giải thưởng triển vọng dành cho tác giả: Huyền Sambi cho ca khúc "Trôi" do ca sĩ Nguyễn Trung Quân trình bày.
- Giải thưởng nhạc sĩ tham gia hòa âm - phối khí hiệu quả: Nghệ sĩ Thành Vương, phối khí cho hai ca khúc "Mùa hè đầu" và "Em mùa thu đến".
- Giải bài hát được yêu thích nhất do khán giả bình chọn: ca khúc "Người em yêu mãi", sáng tác bởi Phạm Hải Âu do ca sĩ Nguyễn Ngọc Anh trình bày.
- Ca sĩ được yêu thích nhất do khán giả bình chọn: Ca sĩ Nguyễn Ngọc Anh thể hiện ca khúc "Người em yêu mãi" của nhạc sĩ Nguyễn Hải Âu.
- Giải thưởng do Hội đồng Báo chí bình chọn: Ca khúc "Trôi" của tác giả trẻ Huyền Sambi do Trần Nguyễn Trung Quân trình bày, Khắc Hưng phối khí.
- Giải thưởng do các nhà sản xuất bình chọn: Ca khúc "Cuối đường" của tác giả Đinh Kai do ca sĩ Trung Quân Idol thể hiện, Thanh Tâm phối khí.
- Giải thưởng cống hiến do ban tổ chức bình chọn: Nhóm bè Cadilac.

## Tài trợ
Clear: 2005
Nokia: 2006-2007
Phaner: 2008
Indochina Airlines: 2009
Cầu Tre, Phố Xinh, VNPT: 2010
Peppie, Kabin, Thebol: 2011
Viên dưỡng da Hoa Thiên: 2012
Mobistar: 2014 - 2015